# Straight Ahead (chanson de Jimi Hendrix)
Pistes de First Rays of the New Rising Sun
My Friend
(11) Hey Baby (New Rising Sun)
(13)
Straight Ahead est une chanson de Jimi Hendrix parue après sa mort dans l'album First Rays of the New Rising Sun en 1997. Le titre était également disponible en 1971 dans The Cry of Love.
Straight Ahead était l'un des titres envisagés pour le nom du cinquième album de Jimi Hendrix finalement intitulé First Rays of the New Rising Sun.

## Genèse et enregistrement
Comme beaucoup d'autres dans le répertoire du guitariste, cette chanson a connu d'autres titres avant celui de Straight Ahaid : Have You Heard, Pass It On ou encore Hello My Friend, lorsque Jimi Hendrix et Billy Cox l'ont jouée au cours de la session du 21 avril 1969 aux Record Plant Studios. Bien qu'une nouvelle démo de cette chanson est enregistrée sous son nom définitive lors de la session du 14 mai 1970 toujours au Record Plant, elle porte le titre de Pass It On en ouverture du second concert de l'Experience au Berkeley Communauty Theatre le 30 mai 1970 lors de la tournée The Cry of Love Tour.
"La première session que j'ai faite a été au Record Plant [celle du 21 avril 1969], se souvient Cox. Jimi essayait de voir comment nous pouvions jouer ensemble. Après avoir commencé, je l'ai regardé et j'ai vu un sourire éclairer son visage, et j'ai souri aussi. Finalement, nous nous sommes lancés dans le motif de Hello My Friend (qui évoluerait plus tard en Straight Ahead) et Earth Blues.",
La première séance consacrée à l'enregistrement de la chanson au nouveau studio de Jimi Electric Lady date du 16 juin 1970. Mais c'est le lendemain qu'est enregistrée la piste de base après 18 prises. Pourtant, avant d'y parvenir, le guitariste a contraint ses deux partenaires Billy Cox et Mitch Mitchell à répéter la chanson pas moins de 25 fois. Il faut dire qu'il modifie les arrangements compliquant singulièrement sa mise en place. C'est l'une des raisons pour lesquelles le groupe est amené à refaire certains passages pour ensuite les insérer dans la chanson. Le 19 juillet, le chant de Jimi est enregistré, et la chanson est mixée une première fois le 20 août, puis le 22 et enfin le 25 août 1970. Mais c'est le mixage du 20 août qui est retenu.

## Analyse
Straight Ahead est une composition récente du guitariste, dont les enregistrements en concert montrent son évolution. Il existe en effet sept versions du trio Hendrix/Cox/Mitchell, retraçant comment Pass It On s'est mué en Straight Ahead. Moins complexe que les autres titres rock de l'album, c'est un titre carré dont le texte se veut dans l'air du temps.
Straight Ahead est une chanson à la gloire de l'amitié, mais aussi un appel à la fête, à vivre pleinement les bonnes vibrations, un appel à oublier le passé et à aller de l'avant, à vivre en harmonie à l'esprit hippie, et plus précisément encore, à ne pas mentir aux enfants, mais à leur donner de l'amour et surtout l'amour de la vie, car un jour ce sera à eux de prendre les rênes. Lors d'une interview à Londres en septembre 1970, Jimi confie : "Nous avons une chanson intitulée Straight Ahead qui parle du pouvoir donné au peuple, de liberté de l'esprit, de la transmission aux jeunes et aux vieux, de s'en ficher que quelqu'un ait les cheveux courts et longs, de la communication qui arrive en force et de tout ce genre de truc.",
Straight Ahead est un funk rock assurée par une rythmique au groove imparable. Le jeu de batterie de Mitch est un mélange de funk et de jazz techniquement élaboré, dans lequel s’immisce avec une efficacité remarquable la basse de Billy, aux influences R&B évidentes. Les différentes parties de guitares de Jimi s'imbriquent parfaitement dans la construction rythmique de ses partenaires. Certaines parties ont dû être refaites pour atteindre ce but. Outre la section rythmique, la chanson repose également sur la guitare wah-wah présente tout du long de la chanson jouée à la fois en rythmique et en solo. La cohésion du groupe en studio contribue à la réussite du titre, ainsi que la partie de Wah wah impressionnante qui jalonne le morceau. L'introduction de Straight Ahead est une des meilleures de toute la carrière de Hendrix. Les auteurs Jean-Michel Guesdon et Philippe margottin peuvent toutefois reprocher une certaine monotonie, mais ils s'accordent sur le fait que Jimi privilégie la rythmique dans la majorité de ses compositions à ce stade de sa carrière.

## Personnel
- Jimi Hendrix : chant, guitares
- Billy Cox : basse
- Mitch Mitchell : batterie
- Eddie Kramer : ingénieur du son, mixage, production